# Huperzia bartleyi
Huperzia bartleyi är en lummerväxtart som först beskrevs av Cusick, och fick sitt nu gällande namn av Josef Holub. Huperzia bartleyi ingår i släktet lopplumrar, och familjen lummerväxter. Inga underarter finns listade i Catalogue of Life.